# Przebojowa kolekcja
Przebojowa Kolekcja – dziewiętnasty album zespołu Boys, wydany 24 czerwca 2003 roku w firmie fonograficznej Green Star.

## Lista utworów
1. "Biba"
2. "Ty i ja"
3. "Twój jeden uśmiech"
4. "Tylko ty" (Muzyka i słowa: Marcin Miller)
5. "Łobuz" (Muzyka: twórcy ludowi; Słowa: Marcin Miller)
6. "Kochana uwierz mi" (Muzyka i słowa: Marcin Miller)
7. "Ostatni dzień, ostatnia noc"
8. "Chłop z Mazur" (Muzyka: Igor Giro; Słowa: Marcin Miller)
9. "Jesteś szalona" (Muzyka: Janusz Konopla; Słowa: Janusz Konopla, Marcin Miller)
10. "Noc"
11. "Miałaś 18 lat"
12. "Czy nie"
13. "Usłysz wołanie" (Muzyka i słowa: Marcin Miller)
14. "Twe oczy" (Muzyka i słowa: Marcin Miller)
15. "Wolność" (Muzyka: twórcy ludowi; Słowa: Marcin Miller)
16. "Bawmy się"